# Venette
Venette  ist eine französische Gemeinde mit 2776 Einwohnern (Stand 1. Januar 2022) im Département Oise in der Region Hauts-de-France. Sie gehört zum Arrondissement Compiègne und zum Kanton Compiègne-2.

## Geographie
Die Gemeinde Venette liegt am rechten Ufer der Oise gegenüber der Stadt Compiègne. Weitere Nachbargemeinden von Venette sind Margny-lès-Compiègne im Nordosten, Jaux im Südwesten sowie Lachelle im Nordwesten. Durch die Gemeinde Venette verläuft die autobahnartig ausgebaute N31.

## Bevölkerungsentwicklung
| Jahr                       | 1962 | 1968 | 1975 | 1982 | 1990 | 1999 | 2011 | 2021 |
| Einwohner                  | 2165 | 2173 | 2022 | 2002 | 2400 | 2674 | 2792 | 2808 |
| Quellen: Cassini und INSEE |      |      |      |      |      |      |      |      |

## Sehenswürdigkeiten
- Kirche Saint-Martin (Monument historique)
- Konventshaus (Bâtiment conventuel, 13. Jahrhundert, Monument historique)
- Fachwerk-Taubenhaus (Colombier à colombages, 17. Jahrhundert, Monument historique)
- Achteckiges Taubenhaus (Colombier octogonal, 18. Jahrhundert, Monument historique)
- Schloss Venette
- Oise-Schleuse

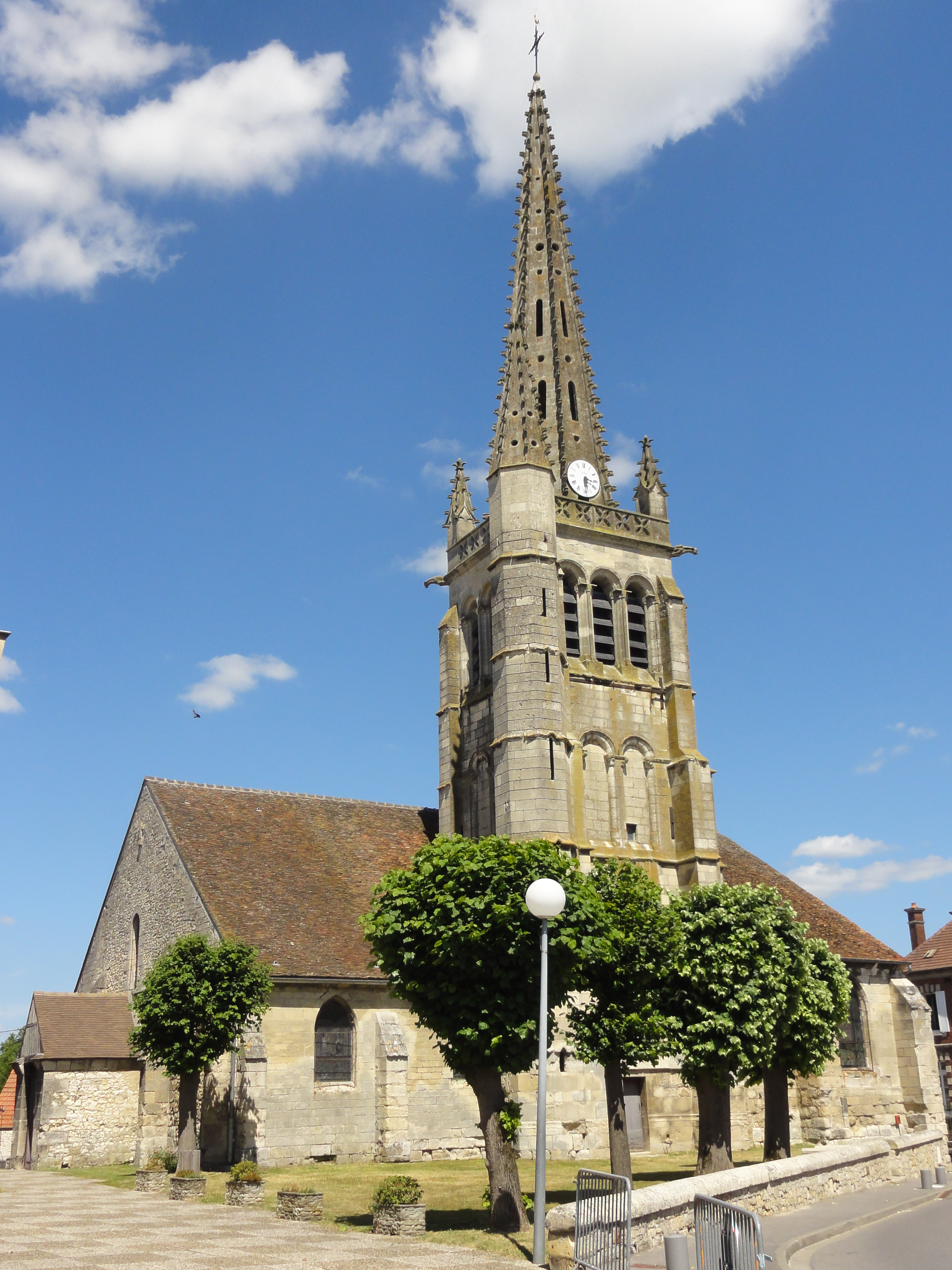
Kirche Saint-Martin
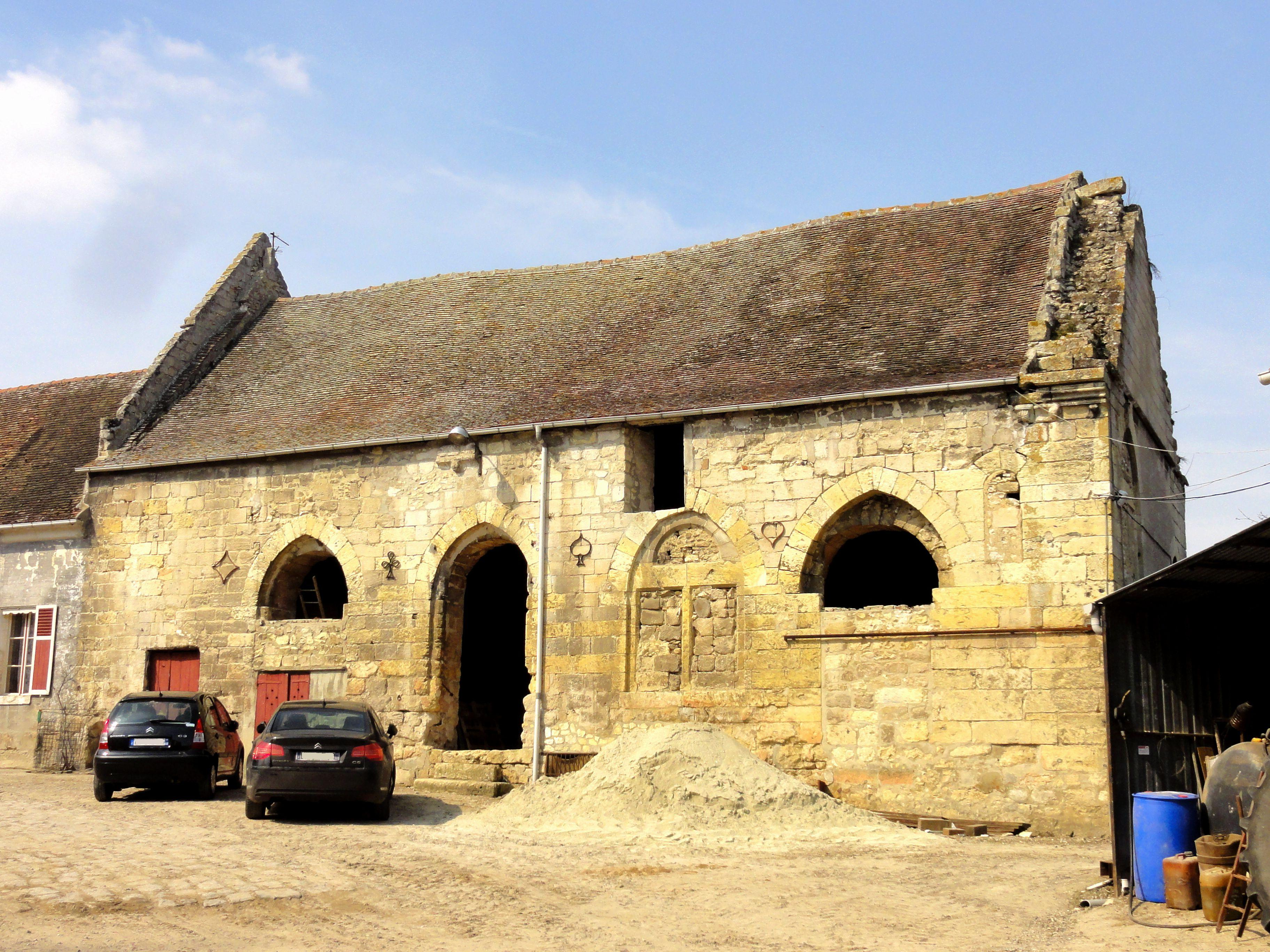
Konventshaus
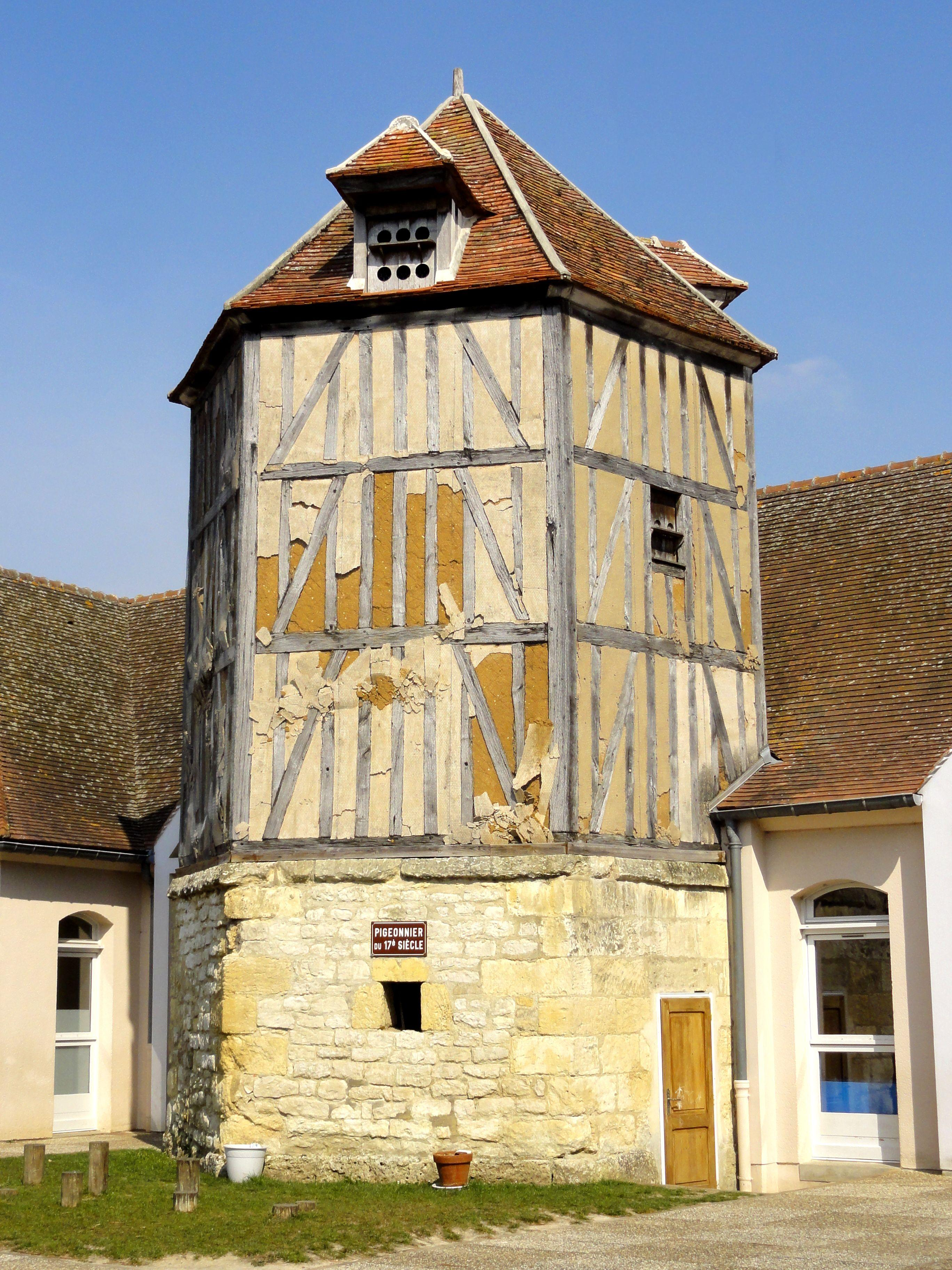
Fachwerk-Taubenhaus
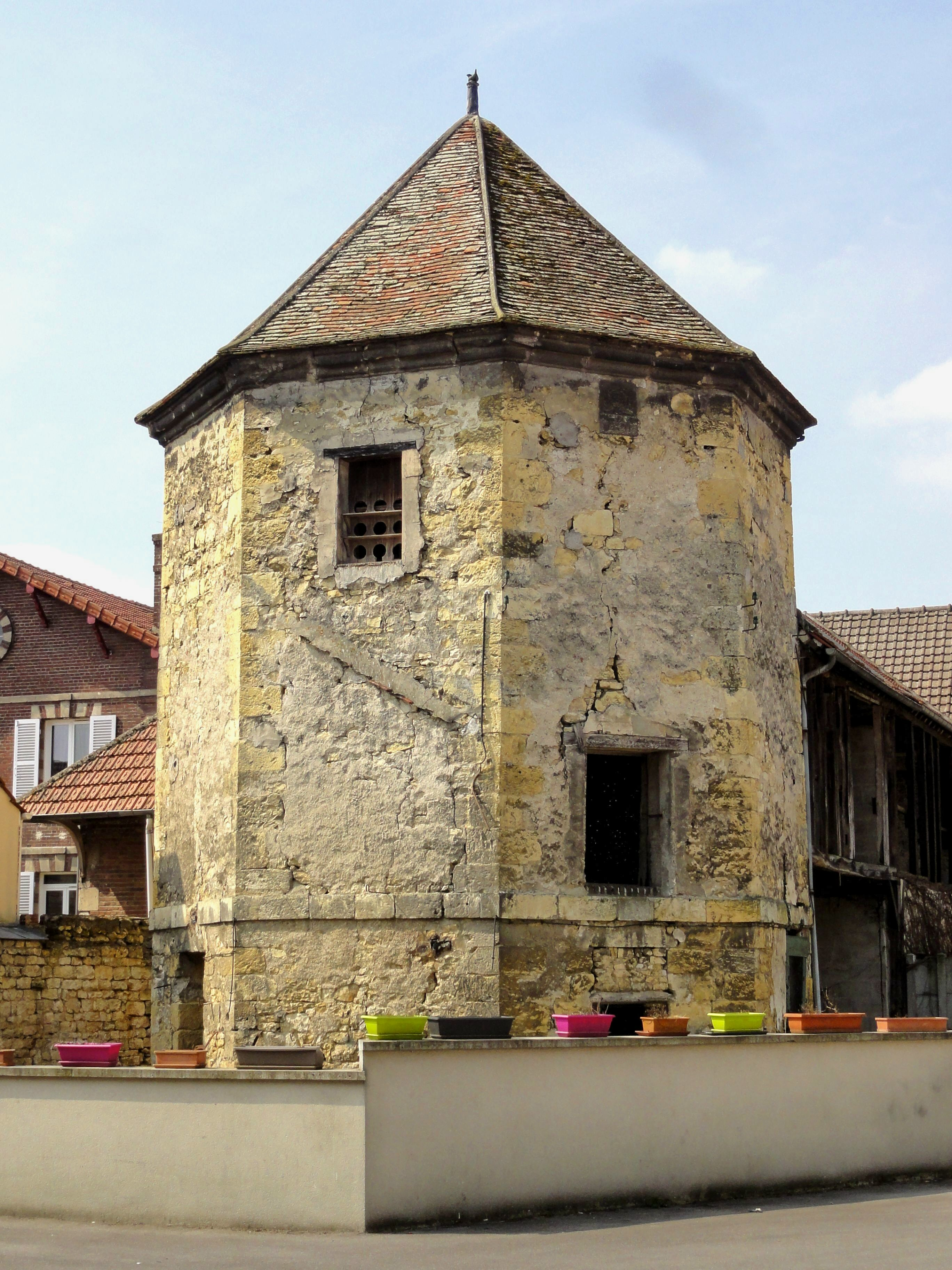
Achteckiges Taubenhaus
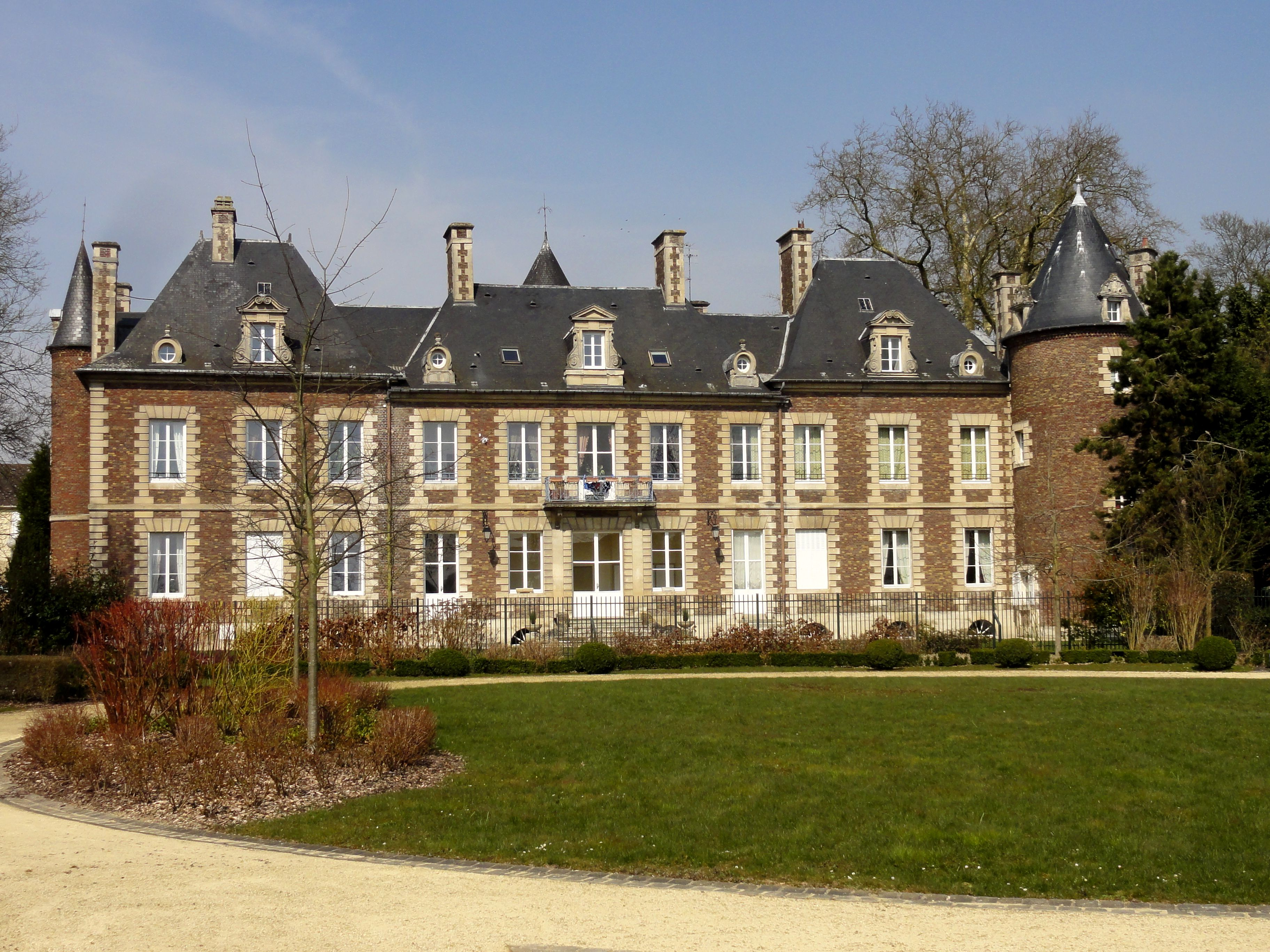
Schloss Venette